# Нисланд (Јужна Дакота)
Нисланд (енгл. Nisland) град је у америчкој савезној држави Јужна Дакота.

## Демографија
По попису из 2010. године број становника је 232, што је 28 (13,7%) становника више него 2000. године.
|                   | 2010.        | 2000.        |
| Укупно            | 232 (100,0%) | 204 (100,0%) |
| Белци             | 217 (93,53%) | 168 (82,35%) |
| Хиспаноамериканци | 7 (3,017%)   | 14 (6,863%)  |
| Остали            | 6 (2,586%)   | 22 (10,78%)  |
| Афроамериканци    | 2 (0,862%)   | 0 (0,000%)   |
| Азијати           | 0 (0,000%)   | 0 (0,000%)   |